# Buffalo (Panzerfahrzeug)
Der Buffalo ist ein minengeschützter, gepanzerter Truppentransporter aus den USA, der auf dem südafrikanischen Casspir basiert. Hergestellt wird der Buffalo von der Force Protection Industries, einem seit 2011 zu General Dynamics gehörenden US-Unternehmen.

## Beschreibung

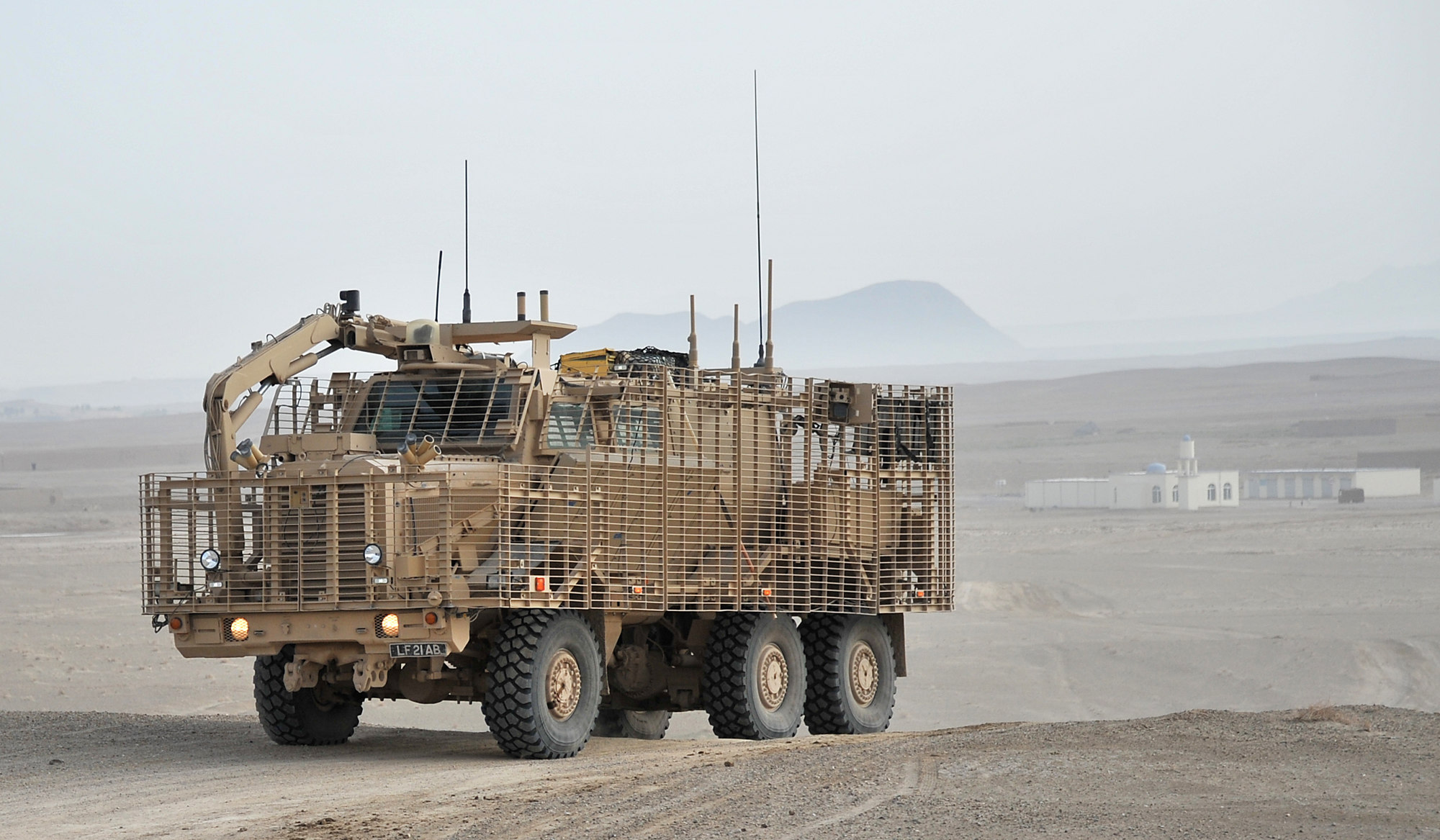
Ein britischer Buffalo mit Käfigpanzerung, Afghanistan 2012

Während es sich beim südafrikanischen Casspir um ein zweiachsiges minengeschütztes Fahrzeug handelt, ist der Buffalo dreiachsig mit der Antriebsformel 6×6. Der Buffalo ist der Kategorie III für MRAP-Fahrzeuge zuzurechnen. Der Casspir und der Buffalo verfügen über einen V-förmig gestalteten mittleren Teil (engl. V-hull) der Karosserieunterseite zum Schutz der Besatzung. Die Wucht einer Explosion wird somit zur Seite abgelenkt. Zudem ist das Fahrzeug mit einem zusätzlichen Käfig (sogenannte slat armor) an Turm und Wanne ausgestattet, der den Buffalo gegen Hohlladungsgeschosse schützt, wie sie etwa von der RPG-7-Panzerabwehrwaffe verfeuert werden.
Der Buffalo ist mit einem Kranarm versehen, der zum Räumen von Unkonventionellen Spreng- und Brandvorrichtungen verwendet wird.
Der Buffalo wird von den Streitkräften Frankreichs, Italiens, Mexikos, Kanadas, des Vereinigten Königreichs und der Vereinigten Staaten genutzt.

## Der Buffalo in den Medien
Der Buffalo hatte einen Auftritt im Film Transformers, in dem er dem Decepticon Bonecrusher als Fahrzeugform diente. Die Produzenten des Films zeigten sich beeindruckt von Fotos eines Minenräumers mit riesigem Greifarm, der auf der Website des Herstellers zu sehen ist, und waren regelrecht enttäuscht, als sie erfuhren, dass dieser in Wirklichkeit lediglich 14 Zoll breit ist. Für den Film musste daher eigens eine 3 m breite Attrappe darauf angebracht werden. Force Protection Industries warb dafür seinerseits mit der Beteiligung am Film.